# Church Point (Nuovo Galles del Sud)
Church Point è un sobborgo di nord Sydney, nello Stato del Nuovo Galles del Sud in Australia.
Si trova a 32 km a nord-est del Distretto affaristico centrale di Sydney, nell'area governativa locale del Consiglio delle Spiagge Settentrionali, nella regione delle Spiagge settentrionali.

## Storia
Thomas Langford fu il primo colono dell'area che acquistò 40 acri (160 000 m²) nel 1852. L'area era in origine conosciuta come Chapel Point perché era il sito della cappella di Wesleyan costruita nel 1872 su una terra data da William Oliver..